# تود هاردي
تود هاردي هو نجار ونقابي وسياسي كندي، ولد في 17 مايو 1957 في كولومبيا البريطانية في كندا، وتوفي في 28 يوليو 2010 في وايت هورس في كندا. حزبياً، نشط في Yukon New Democratic Party ‏. وقد انتخب عضو الجمعية التشريعية في يوكون ‏.